# 2024九州産グランプリ
九州産グランプリ（きゅうしゅうさんグランプリ）は、佐賀県競馬組合が佐賀競馬場で2024年より施行されている地方競馬の重賞競走である。2024年の正式名称は「鳥栖市市制施行70周年記念 2024九州産グランプリ」。

## 概要
2024年11月4日に佐賀競馬場で施行されたJBC競走のアンダーカードとして、地方競馬所属九州産馬のチャンピオン決定戦として行われた重賞競走である。距離は1800m。
現在、九州産馬による佐賀競馬における重賞競走は、例年2月に行われるたんぽぽ賞（3歳限定）と8月（2024年度は7月）に開催される霧島賞（3歳以上）の2競走のみであり、いずれも中央地方指定交流競走（中央所属は前者が3歳1勝クラス以下、後者が2勝クラス以下の条件）となっている。

### 条件・賞金等
出走条件
サラブレッド系3歳以上九州産、地方全国交流。他地区所属の出走枠は5頭。
負担重量
定量。3歳54kg、4歳以上56kg、牝馬2kg減
賞金額
1着1000万円、2着350万円、3着200万円、4着150万円、5着100万円、着外20万円。
副賞
鳥栖市長賞、九州馬主協会会長賞、佐賀県畜産協会会長賞、佐賀県馬主会会長賞、佐賀県競馬組合管理者賞、九州軽種馬協会会長賞（生産者）。

## 優勝馬
| 施行日        | 優勝馬           | 性齢 | 所属 | タイム | 優勝騎手 | 管理調教師 | 馬主     |
| ------------- | ---------------- | ---- | ---- | ------ | -------- | ---------- | -------- |
| 2024年11月4日 | ルピナステソーロ | 牝6  | 高知 | 1:59.4 | 永森大智 | 宮川真衣   | 冨谷昌弘 |

### 各回競走結果の出典
- ２０２４九州産グランプリ　歴代優勝馬 - 地方競馬全国協会
- JBISサーチ
  - 2024年